# サイレン戦記
『サイレン戦記』（サイレンせんき）は、ひおあきらによる日本の漫画作品。月刊OUT増刊『ランデヴーコミック』（みのり書房）、及び『月刊OUT』本誌において1977年から連載された。単行本全1巻。

## ストーリー
水の惑星サイレンへ地球からの巨大移民船「アンティリア」が飛来、海底都市国家「アモーロート」を皮切りにサイレン全土への侵略を開始した。
王と恋人を惨殺されたアモーロートの親衛隊長スパルトは徹底抗戦を唱えて部下達を鼓舞して抗戦するも、為すすべもなく敗れ去り、復讐を誓って祖国を後にする。
・・・かくて惑星サイレンを巡る地球人とサイレンの水棲人類との戦いの火蓋は切られた。

## 作品解説
ひおあきらのオリジナルSF漫画。第一部「アモーロート編」は月刊OUT増刊『ランデヴーコミック』に掲載された。しかし同誌は3号で休刊となり、第二部「ストーム帝国編」はOUT本誌に掲載の場を移して連載されたが、未完に終わっている。
後にサンコミックス（朝日ソノラマ）によって単行本一冊にまとめられたが、その際に連載版よりかなり切り貼りされ、ページが割愛されている。

## 登場人物

### アモーロート
サイレン最古の文明を誇る海底都市国家。しかし、何故か500年を越える鎖国を続け、勢力は最盛期の一部にも満たぬ状態まで落ち込んでいた。古代から伝わる神像「サタニカ」を守り神として崇めており、民族的気質は温和を通り越して臆病なほど退嬰的になっている。異星人である地球人類と最初に接触し、アンティリアの侵略を受ける。
スパルト
主人公の一人。アモーロート親衛隊の戦闘隊長。バスレスカス救出作戦で先頭に立つが、そこでアンティリアの指導者レオ皇帝の冷酷非情さに戦慄する。祖国を守るため最後まで徹底抗戦したが奮闘むなしく敗れて一人脱出し、アンティリア打倒を目指し、遭難しかかったところでストーム帝国軍に救助されて亡命するが、そこで「サタニカ」にまつわる重大な事実を知る。水中行動時の身体能力には驚異的なものがある。
バスレスカス
アモーロートの王。最初の交渉の場でアンティリアに退去を申し出るが、あっさり囚われ、捕虜として情報を吐き出された後は解剖されて標本になってしまう。
セルドニア
アモーロートの宰相。王を人質に取られて為す術もなくアモーロートへ帰還し、対策を見出せないまま「サタニカ」に祈り続ける。
フイン
スパルトの恋人。捕らえられ、王と同様の運命を辿る。

### アンティリア
都市宇宙船で500年余りの宇宙航行を続けていた地球人（主に白人系）の末裔。皇帝を頂点とした軍事国家であり、サイレン全土を征服せんと侵略の手を広げる（皇帝の言説から故郷の星・地球が民族間の対立で滅び去った事がうかがえる）。
レオ・ライオン8世
アンティリアの若き皇帝。サイレン全土の征服を目指す冷徹な覇王。アモーロート制圧直後にスパルトの襲撃によって右足を失っている。
国家の安寧は徹底的な排他思想や異文化の抹殺によって達成されると固く信じており、異民族との共存を目指す意見に対しては、空しい夢物語と断じて怒りの色さえ見せる。
危機に臨んでも冷静さを失わぬ剛毅さを備えている上、認識力・判断力共にずば抜けており、占領したアモーロートが長きに渡り科学を発展させずに衰退した歴史的経緯を怪しみ、その理由を調査させ、最終兵器「サタニカ」の秘密を突き止めてしまう。
フォルケ
アンティリアの将軍。隻眼の戦士。優秀な武人としてレオ皇帝の信任を受けていたが、アモーロート制圧後にレオが見せた冷酷非情さについていけないものを感じてもいた。人間爆弾にされかけたサッキュバス皇子を逃がした罪でD級戦士に降格され、ラアルコンとの戦闘後に遭難の形で国を離脱。辿り着いた水上移動国家アルメイニアで一旦は捕虜とされるが、その才幹を見込まれて総司令に就任する。
マドウ
アンティリアの医師。優秀だが倫理観皆無の冷血漢でもあり、アモーロートの王や捕虜の女性を生体標本にしたり、占領地域の民族浄化に力を振るう。

### ストーム帝国
物語の舞台となる海域で最大最強を誇る軍事国家で、軍事科学の水準はアンティリアに引けをとらないものがある。首都は移動都市要塞ネヴラス。
アブラクサス
ストーム帝国の大帝。気性の激しい性格。自軍を敗退へ追い込んだ異星人勢力アンティリアの登場に危機感を覚えるが、シェーアと共に本国に来たスパルトからアモーロートの存在を知ると、伝説の最終兵器「サタニカ」獲得の為、アンティリアとの決戦に挑む。その容姿は『さらば宇宙戦艦ヤマト』に登場するズォーダー大帝似である。
権力志向の強い征服者ではあるが、シェーアやサッキュバスの様子から見ると身内に対する情が深い様子がうかがえる。
シェーア
ストーム帝国尖鋭突撃集団の司令長官。ケルティックを支配下に治めていたが、突如、来寇したアンティリア軍と交戦を開始し、その手強さに驚嘆しつつも先遣部隊を撃破し、後に来寇したファルケの艦隊と対決して一進一退の攻防戦の末に敗れると、大帝アブラクサスの勧めでスパルトを伴い、帝都に帰還する。スパルトの真意がストームの力でアンティリアを滅ぼすことにあると気づいてもいるが、その復仇の志には応える意志を見せる。
後にラアルコンに漂着して捕虜となるが、ストームの滅亡を目の当たりにして復仇を誓い、ラアルコンの客将として正式に亡命する。
サッキュバス
ストーム帝国の皇子。母方の血による特殊な体質で、周期的に性別が変わる雌雄同体の体を持つ。一時アンティリアの捕虜となったが、後にスパルト一行に合流。
アラド
シェーア直属の部下で集団旗艦ラインホルトの艦長。実直かつ温厚な模範的軍人で、ファルケ率いるアンティリア軍の猛攻に敗れたシェーアを逃すべく殿を勤めて戦死する。

### ラアルコン
サイレンには珍しい空中都市国家。飛翔人の国であり、テーブルランド状のわずかな陸地に都市を固定してそこを国としている。その軍備は航空偏重でアンティリアにも対抗可能なレベルに戦力が充実している。ストーム帝国敗戦後のスパルト一行が身を寄せる。
軍の編成上、航空部隊を多用しており、その速度と航続距離を生かした偵察能力でサイレンの1/3近くの海域を調査し、ストーム帝国に匹敵する強国がサイレンに幾つも存在することを突き止めている。住民の気性はおおらかと言え、無害と見なした者に対しては他国人であっても親切に振る舞う。
フォーゲル・ストルム
ラアルコンの王。頭脳明晰だが、領土欲の無い人物で自国だけが平和なら他は関係ないとの孤立主義を取る。飄々とした人物で、危機的状況でも軽口を叩いて見せる。元々捕虜だったシェーアやスパルト達には徐々に気さくな態度で接するようになり、ストーム帝国滅亡後には実質的に客将として扱っている。
危うく祖国を滅ぼされそうになった事でアンティリアを不倶戴天の仇敵と見なしたらしく、物語の終盤にはサタニカに対抗する兵器を着想し、その開発を進めていた。
シュメッタリング
フォーゲルの親友で彼もラアルコンの王族と思われる。フォーゲルには及ばないが明晰で、アンティリアの侵略の矛先がラアルコンに向きつつある状況を憂慮しており、サッキュバスとシェーアの亡命を梃子にストームとの同盟を模索していた。

### アルメイニア
ストーム帝国に滅ぼされた国家の生き残り。国民は周期的に性別が変化する雌雄同体の種族である。国土は人工的な霧で姿を隠しながら潮流で移動する巨大空母だったが、辿り着いたフォルケが総司令に就任して推進機関を修復させたことで自航可能になる。
女王
名前は不明。ストーム大帝の妻であったが、皇子を産んだ後に男性となったために狂乱したアブラクサスに国もろとも滅ぼされ、かろうじて生き延びた臣下達と共にストーム帝国の目をくらませながら頭脳のみとなって生き延びていた。

## 登場メカニック
タイプ1003「アンティリア」
三万人を収容可能な巨大宇宙船で、世代交代しながら恒星間移民を行う永久開拓移民用都市型宇宙船。その巨体故に惑星上へ一度降下すれば、再び飛び上がるのは不可能。サイレン到着後は解体され、要塞都市に作り替えられた。
アモーロートの潜水艦
古代の甲冑魚を彷彿させるフォルム。王と宰相を乗せてアンティリアとの交渉に赴く際に使用された。
攻撃型潜水艦Ａ
アンティリアがアモーロート攻略に使用した潜水艦。シュモクザメを思い起こす艦形をしている。第二部には登場しない。
攻撃型潜水艦Ｂ
アンティリアの攻撃型潜水艦。大量生産されて第二部以降に登場。円筒形の艦体を持つ。
追跡機（トレーサー）
アンティリアの無人偵察艇。無音航行可能でステルス性が高い。
戦闘艦
ストーム帝国の量産型潜水艦。艦首に衝角を持ち、後甲板に三連装水雷砲塔を2基背負っているのが特徴。
ケルティック
人口15万クラスの海底都市国家。ストーム帝国の支配下にあったが、住人達の反抗の意思は根強く、戦闘時の喧騒をついて反乱が勃発し、それに乗じたアンティリアに奪われてしまうが、ストーム本国軍の遠征艦隊による反攻で奪還されかねない状況になるや、ストーム側の艦艇を道連れにする形で自爆させられて完全に破壊された。むろん住人達は完全に抹殺されたと思われる。
炸裂水雷
ケルティックに配備されているストーム帝国の新兵器で超大型長距離魚雷。ブースターで高速で敵に接近後に弾頭を分離。迎撃も回避も不可能な数百発の小弾頭が超高速の飽和攻撃で目標の居るエリアを埋め尽くすように突入し、完全に破壊する多弾頭式水雷。
偵察艦
ストーム帝国の哨戒潜水艦。強力な探知装置を搭載している。
脱出用潜水艦
非常脱出用潜水艦。ブースターを装着しており、噴かすと戦闘艇でも追いつけない。ケルティックからの脱出にシェーアらが使用した。
潜水母艦（アンティリア）
超大型潜水艦。舷側から水中戦闘艇を発進させる母艦。水中戦車や揚陸艇の母艦としても機能する強襲揚陸艦でもある。
潜水母艦（ストーム帝国）
機能的にはアンティリアの物とほぼ変わらない。水中戦闘艇の発進口は艦首にある。
戦闘艇（アンティリア）
小型で小回りが利く単座潜水艇。大型水雷を両舷に搭載して対艦戦闘を主眼にしている。
戦闘艇（ストーム帝国）
こちらはどちらかと言えば対戦闘艇用で、格闘戦でアンティリアの戦闘艇を圧倒した。
揚陸艇
アンティリアのAFV。潜水母艦から発進する履帯式の歩兵戦闘車で小型の砲塔を持つ。「艇」と名乗っているのは海底を走行する他、ある程度の水中航行も可能なため。
水中戦車
アンティリアのAFV。戦車というより装軌式のパンツァーベルファー的な車両で、車体上部に三連装のロケット砲を持つ。
超巨大潜艦「マムート」
アンティリアの秘密兵器。全長、全幅共にkm単位に及ぼうかという艦艇としては途方もないサイズの超大型潜水艦で火力、防御力とも高い。更にアモーロートから強奪した最終兵器「サタニカ＝次元振動波砲」を搭載している。
移動要塞都市「ネヴラス」
三千万の人口を擁するストーム帝国の帝都で、基部を切り離して水中移動が可能。「サタニカ」のエネルギー波を受け、文字通り粉砕されて轟沈した。
戦闘機
アンティリアの単座機。翼はなくホバーで飛行する。左右に偏向ノズルと一体化した機関砲を持つ。
飛翔機
ラアルコン側の旧式戦闘機。コウモリを思わせる生物的な姿をしている。武装は機関砲二門。
アルメイニア
生き残りのアルメイニア人が住む、空母型の移動都市国家。常に人工的な濃霧を発生させて姿を隠している。

## 単行本
- ひおあきら 『サイレン戦記』 朝日ソノラマ 〈サンコミックス〉
初版発行、S55年8月20日[3]